# SimTunes
SimTunes è un videogioco destinato prevalentemente ai bambini, disegnato da Toshio Iwai e pubblicato dalla Maxis nel 1996.. Consiste nel dipingere una figura con dei punti (grandi pixel), dove ciascun colore corrisponde ad una nota musicale. Il giocatore ha dei Bugz di 4 colori diversi, ciascuno dei quali rappresenta uno strumento musicale, o una sillaba vocale, e può cambiare la loro direzione e la velocità iniziali. Questi Bugz strisciano sopra la figura disegnata e girano, muovendosi a caso o saltando a seconda dei simboli che possono essere aggiunti sui punti della figura. 
SimTunes è stato originariamente sviluppato dalla Iwai come gioco per Super Nintendo, conosciuto come Sound Fantasy, nei primi anni 1990. Si crede che Nintendo abbia scelto di non distribuire il gioco completato a causa della meccanica musicale. In effetti, molte delle caratteristiche di Sound Fantasy sono presenti anche in SimTunes.
Inoltre, esiste Electroplankton, per Nintendo DS, anch'esso disegnato da Iwai e considerato un sequel spirituale di SimTunes.